# Campionati italiani di duathlon sprint del 2024
I Campionati italiani di duathlon sprint del 2024 (edizione XVII) sono stati organizzati da Imola Triathlon con la Federazione Italiana Triathlon e si sono tenuti a Imola il 16 marzo 2024.
Tra gli uomini ha vinto Samuele Angelini (Fiamme Oro), mentre la gara femminile è andata a Noemi Bogiatto (Cuneo1198).

## Risultati

### Elite uomini
| Pos. | Atleta                      | Società sportiva      | Corsa   | Bici    | Corsa   | Totale  |
| ---- | --------------------------- | --------------------- | ------- | ------- | ------- | ------- |
|      | Samuele Angelini            | Fiamme Oro            | 0.14.57 | 0.27.45 | 0.06.38 | 0.50.21 |
|      | Gianluca Pozzatti           | 707                   | 0.14.57 | 0.27.44 | 0.06.44 | 0.50.26 |
|      | Lorenzo Pelliciardi         | Raschiani Triathlon   | 0.15.03 | 0.27.41 | 0.06.47 | 0.50.34 |
| 4    | Nicolo' Astori              | Raschiani Triathlon   | 0.15.02 | 0.27.42 | 0.06.53 | 0.50.36 |
| 5    | Bartolomeo Alberto Demarchi | Cuneo1198 Mentecorpo  | 0.15.16 | 0.27.29 | 0.06.56 | 0.50.40 |
| 6    | Pietro Giovannini           | Raschiani Triathlon   | 0.15.01 | 0.27.45 | 0.06.58 | 0.50.43 |
| 7    | Miguel Larramona Espuna     | CUS Pro Patria Milano | 0.15.08 | 0.27.36 | 0.06.58 | 0.50.44 |
| 8    | Michele Bortolamedi         | K3 Cremona            | 0.15.16 | 0.27.29 | 0.07.04 | 0.50.50 |
| 9    | Kiril Polikarpenko          | 707                   | 0.15.10 | 0.27.34 | 0.07.08 | 0.50.52 |
| 10   | Davide Menichelli           | Doria Nuoto Loano     | 0.15.20 | 0.27.25 | 0.07.12 | 0.50.58 |
| 11   | Daniele Gambitta            | Magma Team            | 0.15.04 | 0.27.39 | 0.07.19 | 0.51.09 |
| 12   | Francesco Basilico Di       | Raschiani Triathlon   | 0.15.05 | 0.27.41 | 0.07.31 | 0.51.16 |
| 13   | Nicola Duchi                | Doloteam              | 0.15.17 | 0.27.28 | 0.07.33 | 0.51.24 |
| 14   | Giulio Pugliese             | Torrino-roma Triathl  | 0.15.59 | 0.28.15 | 0.07.07 | 0.52.21 |
| 15   | Carlo Matteo Perri          | K3 Cremona            | 0.15.17 | 0.29.01 | 0.06.57 | 0.52.23 |
| 16   | Luca Bruni                  | K3 Cremona            | 0.15.39 | 0.28.40 | 0.07.07 | 0.52.26 |
| 17   | Simeone Romano              | Cuneo1198 Mentecorpo  | 0.15.27 | 0.28.47 | 0.07.12 | 0.52.29 |
| 18   | Marco Corti                 | Zerotrenta Triathlon  | 0.15.43 | 0.28.29 | 0.07.10 | 0.52.31 |
| 19   | Giovanni Pavanello          | Eroi Del Piave        | 0.15.45 | 0.28.30 | 0.07.15 | 0.52.32 |
| 20   | Giovanni Bianco             | T. T. Ravenna         | 0.15.29 | 0.28.48 | 0.07.05 | 0.52.33 |

### Elite donne
| Pos. | Atleta                            | Società sportiva      | Corsa   | Bici    | Corsa   | Totale  |
| ---- | --------------------------------- | --------------------- | ------- | ------- | ------- | ------- |
|      | Noemi Bogiatto                    | Cuneo1198 Mentecorpo  | 0.17.11 | 0.32.23 | 0.07.34 | 0.58.11 |
|      | Chiara Lobba                      | K3 Cremona            | 0.17.11 | 0.32.21 | 0.07.36 | 0.58.14 |
|      | Verena Steinhauser                | Fiamme Oro            | 0.17.11 | 0.32.22 | 0.07.44 | 0.58.22 |
| 4    | Alessia Orla                      | K3 Cremona            | 0.17.12 | 0.32.18 | 0.07.52 | 0.58.29 |
| 5    | Francesca Crestani                | Valdigne Triathlon    | 0.17.13 | 0.32.16 | 0.07.55 | 0.58.33 |
| 6    | Asia Mercatelli                   | 707                   | 0.17.15 | 0.32.19 | 0.08.03 | 0.58.43 |
| 7    | Federica Frigerio                 | CUS Pro Patria Milano | 0.17.13 | 0.32.20 | 0.08.09 | 0.58.46 |
| 8    | Carlotta Bonacina                 | Valdigne Triathlon    | 0.17.17 | 0.32.15 | 0.08.17 | 0.58.57 |
| 9    | Alice Bagarello                   | K3 Cremona            | 0.17.11 | 0.32.42 | 0.08.08 | 0.59.13 |
| 10   | Nicoletta Santonocito             | K3 Cremona            | 0.17.23 | 0.32.30 | 0.08.06 | 0.59.15 |
| 11   | Eva Serena                        | DDS                   | 0.17.23 | 0.32.18 | 0.08.15 | 0.59.22 |
| 12   | Anna Adelaide Confalonieri Badini | K3 Cremona            | 0.17.43 | 0.32.12 | 0.08.16 | 0.59.25 |
| 13   | Paola Sacchi                      | Raschiani Triathlon   | 0.18.00 | 0.33.10 | 0.08.05 | 1.00.24 |
| 14   | Laura Ceddia                      | Raschiani Triathlon   | 0.18.00 | 0.33.14 | 0.08.05 | 1.00.27 |
| 15   | Luisa Iogna-prat                  | 707                   | 0.17.59 | 0.33.13 | 0.08.06 | 1.00.30 |
| 15   | Erica Maculan                     | Valdigne Triathlon    | 0.18.39 | 0.32.36 | 0.08.04 | 1.00.30 |
| 17   | Giada Stegani                     | Leosport              | 0.18.01 | 0.33.13 | 0.08.06 | 1.00.33 |
| 18   | Myriam Grassi                     | Team Star Ssd         | 0.18.16 | 0.32.54 | 0.08.17 | 1.00.38 |
| 19   | Margherita Voliani                | Livorno Triathlon     | 0.17.42 | 0.33.30 | 0.08.18 | 1.00.42 |
| 20   | Matilde Locatelli                 | CUS Pro Patria Milano | 0.18.00 | 0.33.15 | 0.08.16 | 1.00.46 |